# Єлиця Комненович
Єлиця Комненович (20 квітня 1960) — югославська баскетболістка.
Учасниця Олімпійських Ігор 1980, 1984 років.
Бронзова призерка Олімпійських ігор 1980 року.
Переможниця літньої універсіади 1987 року, бронзова призерка 1983 року.
Срібна призерка Чемпіонату Європи 1987 року, бронзова призерка 1980 року.